# Костоусово (Кетовський район)
Костоу́сово (рос. Костоусово) — присілок у складі Кетовського району Курганської області, Росія. Входить до складу Падерінської сільської ради.
Населення — 45 осіб (2010, 18 у 2002).